# 폴리스 아카데미 5 - 마이애미 비치 임무
폴리스 아카데미 5 - 마이애미 비치 임무(Police Academy 5: Assignment Miami Beach)는 미국에서 제작된 앨런 마이어슨 감독의 1988년 코미디 영화이다. 부바 스미스 등이 주연으로 출연하였고 폴 마스랜스키 등이 제작에 참여하였다.
폴리스 아카데미 4 - 시민 순찰대까지 주인공으로 활약했던 캐리 마호니 역의 스티브 구튼버그가 제외된 첫 시리즈이다.

## 출연

### 주연
- 부바 스미스 - 모지스 하이타워 경사 역
- 데이비드 그라프 - 유진 태클베리 경사 역
- 마이클 윈슬로우 - 라벨 존스 경사 역
- 레슬리 이스터브룩 - 데비 캘라한 경위 역
- 마리온 램지 - 훅스 경사 역
- 자넷 존스
- 랜스 킨시 - 칼 플록터 경위 역

### 조연
- 매트 맥코이 - 닉 라사드 경사 역
- 조지 게인스 - 에릭 라사드 치안정감 역
- 조지 R. 로버트슨 - 헨리 허스트 치안총감 역
- G.W. 베일리 - 세듀스 해리스 경감 역

## 제작진
- 원조: 닐 이스라엘
- 원조: 팻 프로프트
- 미술: 트레버 윌리엄스
- 배역: 펀 챔피온
- 배역: 파멜라 바스커

## 한국어 더빙 성우진

### MBC (1993년 1월 23일)
- 이규연 - 라사드 교장 (조지 게인스)
- 배한성 - 해리스 과장 (G.W. 베일리)
- 박일 - 토니 (린 어벌조노이스)
- 박기량 - 니크 (매트 맥코이)
- 정승현
- 최병학
- 한상혁
- 김명수
- 이도련
- 이인성
- 이종오
- 김수희
- 신성호
- 오혜숙
- 윤소라
- 박영화
- 이선호
- 이우신
- 이윤연
- 이종혁
- 김영훈
- 정미연

### KBS (2000년 2월 5일)
- 노민 - 해리스 경감 (G.W. 베일리)
- 김현직 - 라사드 학장 (조지 게인스)
- 온영삼 - 경찰국장 (조지 R. 로버트슨)
- 김준 - 하이타워 (부바 스미스)
- 유동현 - 태클베리 (데이비드 그라프)
- 김민석 - 닉 (매트 맥코이)
- 박은숙 - 훅스 (마리온 램지)
- 이재용 - 하우스 (탭 다커)
- 김익태 - 머덕 (댄 피츠제랄드)
- 장호비 - 프록터 (랜스 킨시)
- 이연희 - 캘라한 (레슬리 이스터브룩)
- 임성표 - 슈가 (제리 라자러스)
- 김혜미 - 캐서린
- 김소형 - 존스 (마이클 윈슬로우)